# Сінко-Мару
Сінко-Мару (Shinko Maru) — транспортне судно, яке під час Другої світової війни взяло участь у операціях японських збройних сил у Океанії. Також для нього існує варіант назви Seinko Maru.
Відомо, що у квітні 1943-го судно пройшло в конвої № 3420 з Йокосуки (Токійська затока) на атол Трук (Каролінські острови).
Станом на початок листопада 1943-го судно перебувало у Рабаулі — головній передовій базі японців у архіпелазі Бісмарка, з якої провадились операції на Соломонових островах та сході Нової Гвінеї. 2 листопада на Рабаул здійснили потужний наліт американські бомбардувальники B-25 «Мітчелл», які діяли під прикриттям винищувачів P-38 «Лайтнінг». Під час цього удару Сінко-Мару було потоплене (тоді ж загинуло судно Манко-Мару та зазнав пошкоджень цілий ряд бойових кораблів, включно з двома важкими крейсерами).